# رن بیشی

رن بیشی، مه ۱۹۵۰

رن بیشی (زادهٔ ۳۰ آوریل ۱۹۰۴ – درگذشته ۲۷ اکتبر ۱۹۵۰) یک رهبر نظامی و سیاسی در اوایل حزب کمونیست چین بود. او در هونان زاده شد. رن تا درگذشتش در ۴۶سالگی، به‌عنوان یکی از چهره‌های رو به‌رشد حزب کمونیست چین شناخته می‌شد، و پنجمین مقام ارشد دفتر سیاسی به‌حساب می‌آمد.